# Автошлях 1 Каліфорнії
Автошлях 1 Каліфорнії, Каліфорнійський штатний шлях 1 (California State Route 1, SR 1; часто Highway 1) — проходить уздовж більшої частини тихоокеанського узбережжя штату Каліфорнія, знаменита тим, що пролягає поблизу однієї з наймальовничіших берегових ліній в світі. Протяжність дороги становить 883 кілометра. У безпосередній близькості від дороги розташований Форт-Росс. SR 1 також іноді проходить одночасно з US 101, особливо через 87 кілометрову ділянку в округах Вентура та Санта-Барбара, а також через міст Золоті Ворота.
Шосе позначено як Всеамериканська дорога. На додаток до мальовничого маршруту до численних пам’яток уздовж узбережжя, цей маршрут також є головною магістраллю в районі Великого Лос-Анджелеса, районі затоки Сан-Франциско та кількох інших прибережних міських районах.

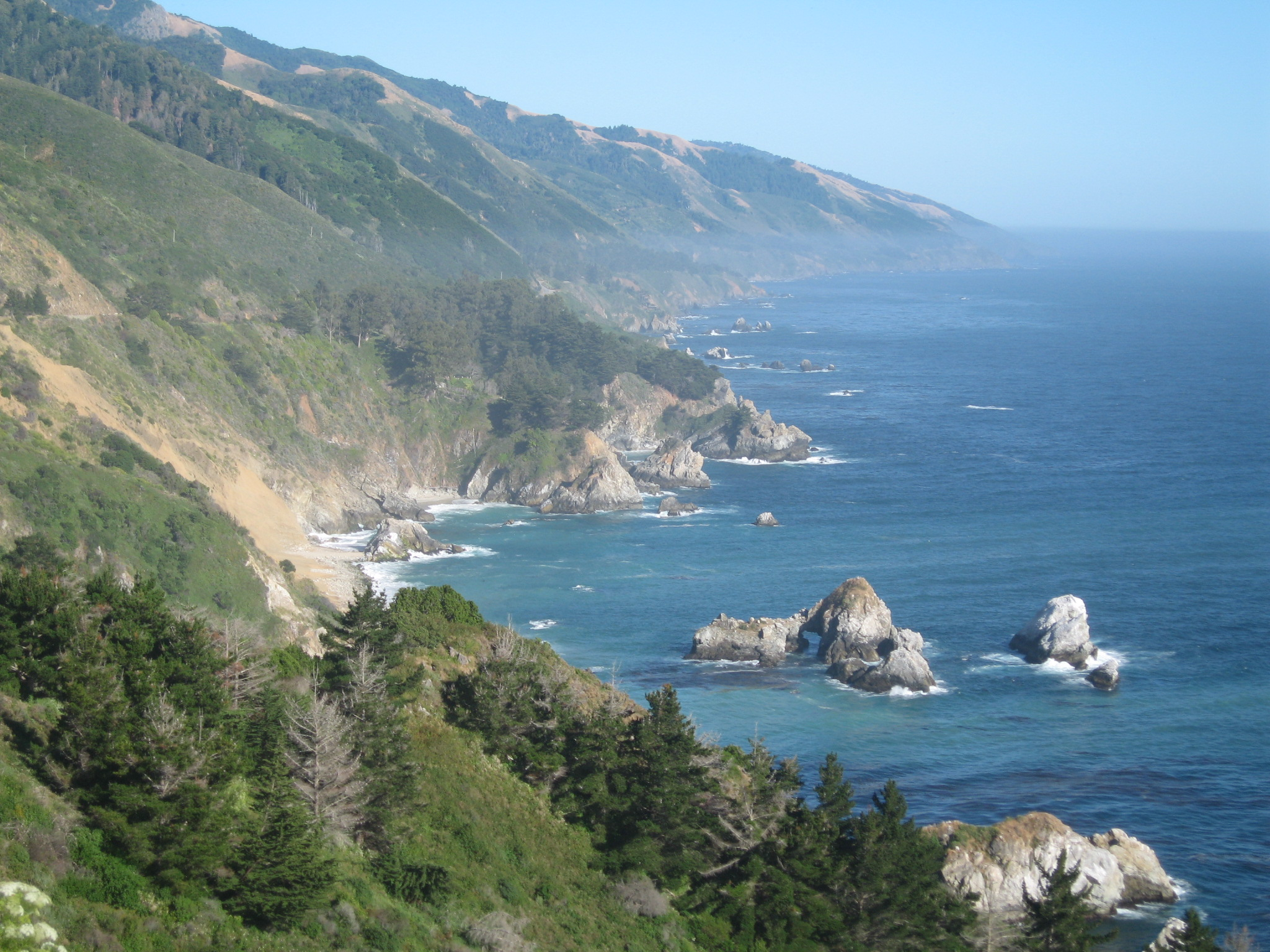
Берегова лінія поблизу автодороги SR 1. Центральна Каліфорнія. Біг Сюр.

## Опис маршруту
SR 1 є частиною Каліфорнійської системи автомагістралей і швидкісних доріг, а через район метро Лос-Анджелеса, Монтерей, Санта-Крус і район метро Сан-Франциско є частиною Національної системи автомагістралей, мережі автомагістралей, які Федеральна адміністрація автомобільних доріг вважає її необхідною для економіки країни, оборони та мобільності. Законодавчий орган штату Каліфорнія також відмовився від державного контролю над сегментами в  Дейна-Пойнт, Ньюпорт-Біч, Санта-Моніка та Окснард; тепер ці сегменти підтримуються відповідними муніципалітетами.
Ділянка Біг-Сур від Сан-Луїс-Обіспо до Кармел-бай-те-Сі є офіційною національною мальовничою дорогою. SR 1 має право бути включеною до Державної системи мальовничих автомагістралей; однак лише кілька ділянок між Лос-Анджелесом і Сан-Франциско офіційно визнано мальовничими шосе, що означає, що там проходять значні ділянки шосе. через «краєвид, що запам’ятовується» без «візуальних вторгнень», де потенційне позначення здобуло популярність серед спільноти.